# Arianrod Fossae
Le Arianrod Fossae sono una struttura geologica della superficie di Venere.